# Letnie Grand Prix w skokach narciarskich w Sapporo
Letnie Grand Prix w skokach narciarskich w Sapporo rozgrywane było w latach 1999 - 2001 na skoczni Ōkurayama, na której w roku 1972 odbyły się zimowe igrzyska olimpijskie, a od 1980 zawody Pucharu Świata, o punkcie konstrukcyjnym usytuowanym na 120. metrze i rozmiarze 134 metry. W Sapporo odbyły cztery indywidualne konkursy LGP. 
| Lp | Data             | Uwagi | 1. miejsce        | 2. miejsce         | 3. miejsce       |
| -- | ---------------- | ----- | ----------------- | ------------------ | ---------------- |
| 1. | 15 września 1999 | -     | Andreas Widhölzl  | Andreas Goldberger | Masahiko Harada  |
| 2. | 2 września 2000  | -     | Hideharu Miyahira | Janne Ahonen       | Kazuyoshi Funaki |
| 3. | 3 września 2000  | -     | Janne Ahonen      | Henning Stensrud   | Lasse Ottesen    |
| 4. | 5 września 2001  | -     | Stefan Horngacher | Andreas Goldberger | Alan Alborn      |